# Ассемини
Ассемини (итал. Assemini) — город в Италии, расположен в регионе Сардиния, подчинён административному центру Кальяри (провинция).
Население составляет 25 343 человек (на 2004 г.), плотность населения составляет 204 чел./км². Занимает площадь 117,5 км². Почтовый индекс — 09032. Телефонный код — 00070.
Покровителем города почитается святой Пётр, празднование 29 июня.
Праздник города ежегодно празднуется 7 апреля.